# Zisterzienserinnenabtei Bival
Die Zisterzienserinnenabtei Bival war vom 12. Jahrhundert bis 1790 ein Kloster der Zisterzienserinnen in Nesle-Hodeng bei Neufchâtel-en-Bray im Département Seine-Maritime in Frankreich.

## Geschichte
Der örtliche Adel stiftete zwischen 1128 und 1167 acht Kilometer südöstlich Neufchâtel-en-Bray auf dem Gebiet der heutigen Gemeinde Nesle-Hodeng das Nonnenkloster Sainte Marie-Madeleine von Bival, das Kloster Beaubec unterstellt und zisterziensisch wurde. Da es zum Konflikt mit Beaubec kam, überlebte das Kloster nur dank der Unterstützung, die es durch die Kaiserin Matilda und ihren Sohn Heinrich II. Plantagenet erfuhr. 1175 wurde das Priorat zur Abtei erhoben und dem Bischof von Rouen unterstellt. Später wurde Bival königliche Abtei. 1790 kam es durch die Französische Revolution zur Auflösung des Klosters. Heute erinnert der Gemarkungsname Bival an das Kloster. Einige wenige Restgebäude sind Teil eines landwirtschaftlichen Betriebs. Von Bival gingen die Zisterzienserinnenklöster Bondeville, Saint-Saëns, Neufchâtel und Yvetot aus.

### Handbuchliteratur
- Laurent Henri Cottineau: Répertoire topo-bibliographique des abbayes et prieurés. Bd. 1. Protat, Mâcon 1939–1970. Nachdruck: Brepols, Turnhout 1995. Spalte 385.
- Bernard Peugniez: Le Guide Routier de l’Europe Cistercienne. Editions du Signe, Straßburg 2012, S. 265.
- Gereon Christoph Maria Becking: Zisterzienserklöster in Europa. Kartensammlung, Lukas Verlag Berlin 2000, ISBN 3-931836-44-4, Blatt 53 C.